# جوزف تینتر
جوزف تینتر (انگلیسی: Joseph Tainter؛ زادهٔ ۸ دسامبر ۱۹۴۹) انسان‌شناس، و مورخ اهل ایالات متحده آمریکا است.